# Alkaios z Mytiléné

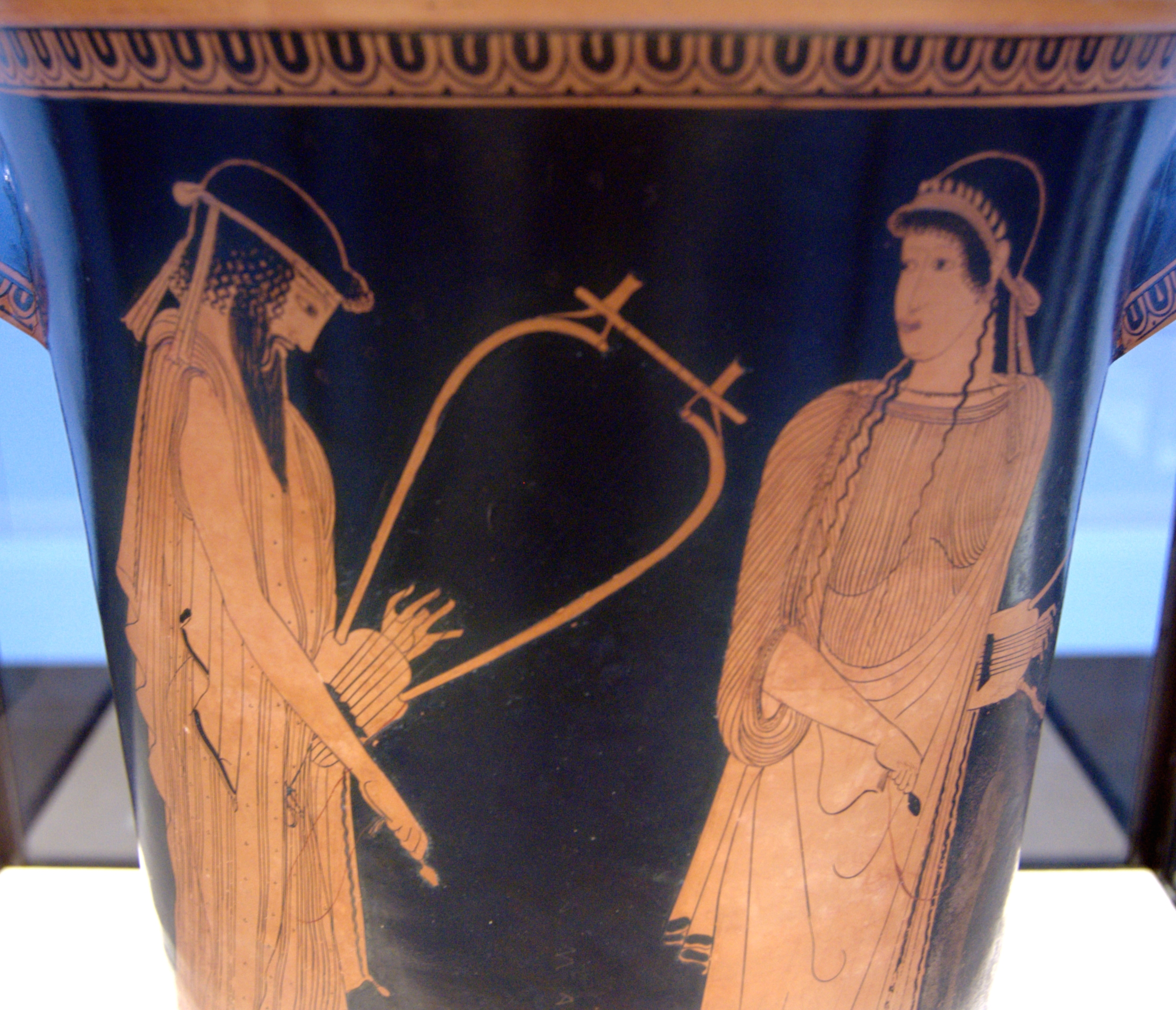
Alkaios a Sapfó, cca 470 př. n. l.

Alkaios z Mytiléné (starořecky: Ἀλκαῖος) (mezi 620 a 630 př. n. l. – 2. polovina 6. století př. n. l.) byl antický řecký básník.

## Život
Patří k raným lyrickým básníkům spolu se Sapfó, která žila jako on na Lesbu a kterou možná obdivoval. Byl aristokratického původu. Po neúspěšném Alkaiově pokusu svrhnout v Mytiléné na Lesbu tyrana Myrsila, kterého nenáviděl, musel emigrovat. Jako bojovník bojoval proti athénským kolonistům. Prošel různé kraje - byl v Egyptě, v Thrákii, jednal s Lýdií.

## Tvorba
Psal milostné a válečné písně a písně k hostinám (pijácké). Vyslovují emoce, v souladu s jeho aristokratickým původem, bezstarostně a s důvěrou, složitě, ale nikoli na úkor jasnosti. Dále jsou to i politické písně, které lze považovat za jakési agitky. Dále je patrné, že se pokoušel skládat hymny, ale v této oblasti nebyl úspěšný. Používal čtyřveršové strofy, tzv. sapfické sloky, pocházející ze staré hudební tradice.
Alexandrijští básníci v něm viděli vzor intimní lyriky. Alkaios je představitel tzv. sólové lyriky.
Není známo kolik básní napsal, protože se zachovaly pouze zlomky (česky vyšly v knize „Nejstarší řecká lyrika“). Nejvíce se zachovalo jeho politických textů, tzv. stasiotika.